# Isafarus calceolus
Isafarus calceolus là một loài ruồi trong họ Tachinidae.